# Dymnivka
Dymnivka (Corydalis) je rod nevysokých rostlin z čeledi makovitých, do které byl přesunut po zrušení čeledi zemědýmovitých. Rod dymnivka je velmi obsáhlý, skládá se asi z 400 druhů rostlin, které rostou v mimotropických oblastech po celé severní polokouli. Největší počet druhů pochází z Asie a Severní Ameriky, v české přírodě se vyskytují druhy čtyři.

## Ekologie
Jsou to rostliny z polostínu, většinou rostou na půdě dobře odvodněné a bohaté na humus. Některé druhy jsou silně tolerantní k suchu, na příliš vlhké půdě bývají napadány houbovými chorobami. V přírodě se dymnivky rozšiřují semeny, která ochotně roznášejí mravenci, v zahradnické praxi jsou množeny dělením hlíz nebo oddenků.

## Popis
Jednoleté nebo vytrvalé byliny se složenými, obvykle šedě zelenými listy. Mají vzpřímené, větvené lodyhy vysoké 10 až 90 cm, které rostou z kulovitých hlíz nebo oddenků. Lodyhy jsou porostlé pouze dvěma až třemi trojčetnými listy.
Souměrné, oboupohlavné květy vyrůstají na stopkách v konečných, listenatých hroznech, které se po odkvětu obvykle prodlužují. Květy s ostruhou mají dva drobné kališní lístky, které často brzy opadávají či dokonce chybí. Korunní lístky jsou čtyři a rostou ve dvou kruzích, bývají růžové, fialově namodralé, modré, oranžové a vzácně i bílé. Menší a užší vnitřní lístky jsou si podobné a vrcholem srostlé. Z větších vnějších je horní lístek prodloužen do ostruhy nebo je vakovitě vydutý. Šest podplodních tyčinek je dvoubratrých, vyrůstají nitkami srostlé po třech. Střední tyčinka má prašník se dvěma pylovými váčky, kdežto krajní jen s jedním; u báze tyčinek jsou nektarové žlázky. Jednopouzdrý, vejčitý, svrchní semeník s mnoha vajíčky je vytvořen ze dvou plodolistů, nese nitkovitou čnělku nejčastěji se dvěma bliznami. Jednotlivé druhy rozkvétají v rozličnou dobu, od jara až do podzimu. Květy jsou opylovány hmyzem slétajícím se pro nektar.
Plod je mnohosemenná, dvoudílná, nepukající, šešulovitá tobolka obsahující černá, kulovitá semena s masíčkem.

## Taxonomie
V České republice rostou tyto čtyři druhy rostlin z rodu dymnivka:
- dymnivka bobovitá (Corydalis intermedia (L.) Mérat)
- dymnivka dutá (Corydalis cava (L.) Schweigg. et Körte)
- dymnivka nízká (Corydalis pumila (Host) Rchb.)
- dymnivka plná (Corydalis solida (L.) Clairv.)

Mimo to se v české přírodě ještě vyskytuji dva kříženci:
- Corydalis ×budensis Vajda (C. cava × C. solida)
- Corydalis ×campylochila Teyber (C. intermedia × C. solida).[6]

Mezi známější druhy dymnivek dále patří:
- dymnivka Erdellova (Corydalis erdelii Zucc.)
- dymnivka kapraďolistá (Corydalis cheilanthifolia Hemsl.)
- dymnivka klamavá (Corydalis decipiens Schott, Nyman & Kotschy)
- dymnivka křivolaká (Corydalis flexuosa Franch.)
- dymnivka routolistá (Corydalis rutifolia DC.)
- dymnivka úzkolistá (Corydalis angustifolia (M. Bieb.) DC.)
- dymnivka žlutobílá (Corydalis capnoides (L.) Pers).[7][8]

Některé druhy byly přeřazeny do rodu Pseudofumaria (chocholačka).

## Význam
Některé dymnivky jsou používány jako okrasné rostliny do zahrad, jsou to hlavně dymnivka plná, dymnivka kapraďolistá, Corydalis aurea, Corydalis caseana, Corydalis scouleri nebo Corydalis sempervirens.

## Galerie

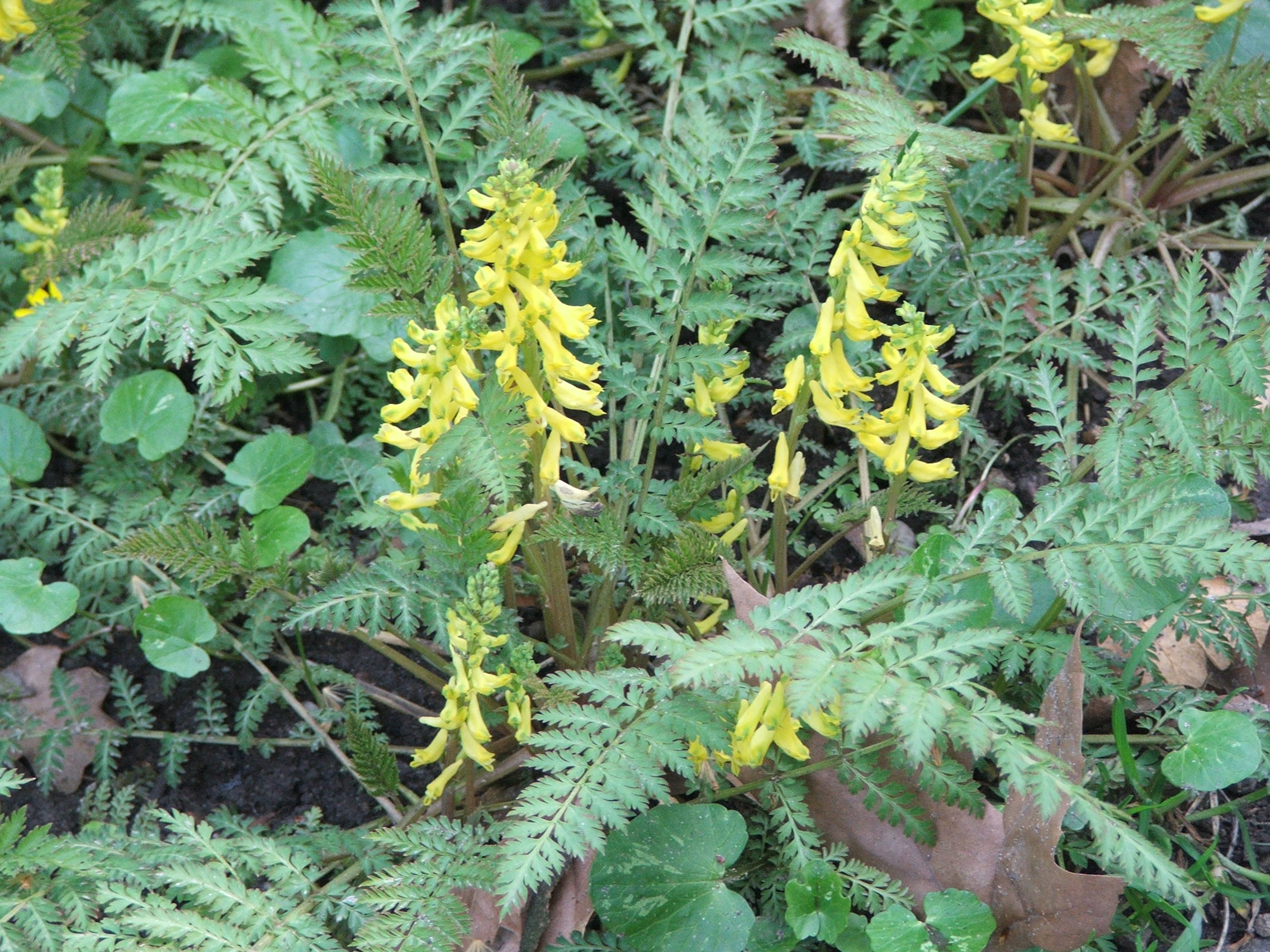
Dymnivka kapraďolistá
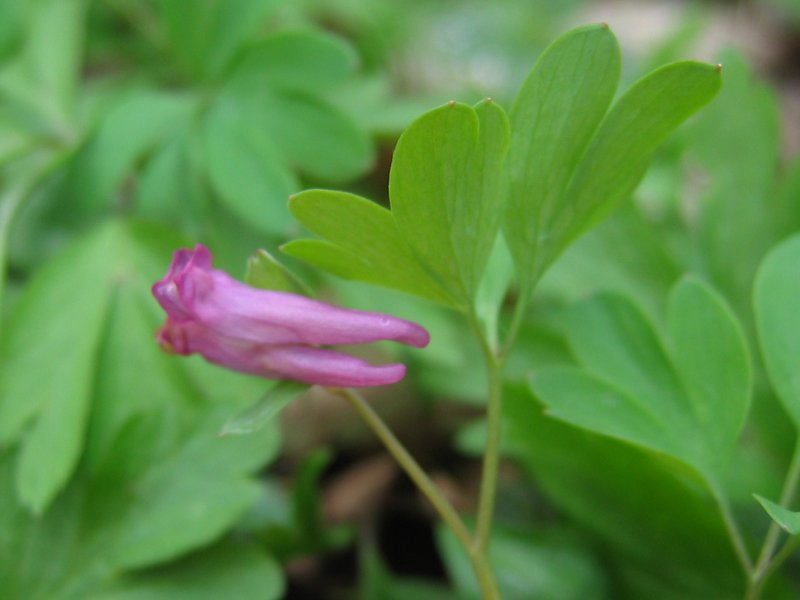
Dymnivka bobovitá
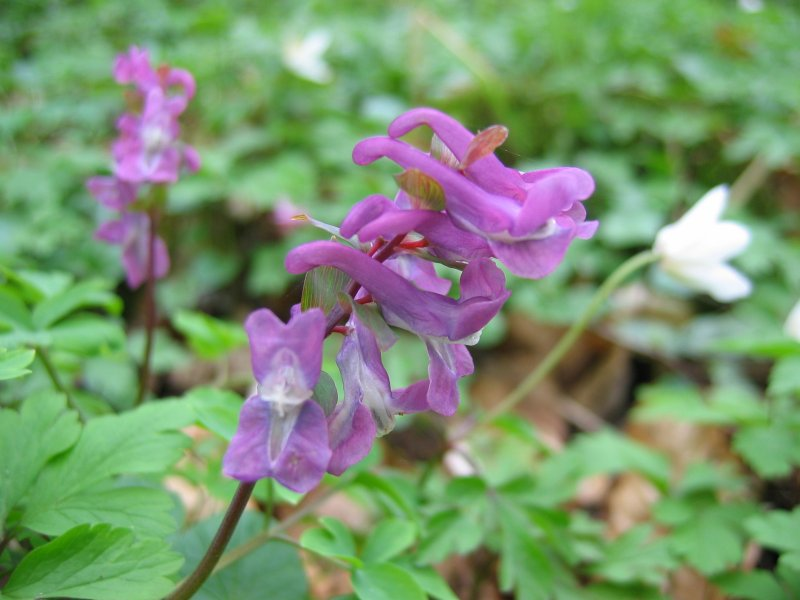
Dymnivka dutá